# Tomàs Bestit i Martínez
Tomàs Bestit i Martínez   (Barcelona, 23 de gener de 1910 - Sant Joan d'Alacant, 3 de juliol de 1995), també conegut com a Bestit II, fou un futbolista català dels anys 1920 i 1930.

## Trajectòria
Començà la seva trajectòria l'any 1927 al CE Europa, club on coincidí amb el seu germà Carles Bestit (Bestit I). Al club europeista jugà les tres primeres edicions de la lliga espanyola en la qual disputà 37 partits i marcà 16 gols. L'any 1931, coincidint amb el descens del club a Segona Divisió, fitxà pel Reial Madrid, on es proclamà campió de lliga aquesta mateixa temporada. La temporada següent va romandre inactiu força temps, i un cop finalitzada fou traspassat al RCD Espanyol per 5.000 pessetes. A l'Espanyol jugà 9 partits i el mes de novembre del mateix any va rebre la baixa del club i fou traspassat a l'Elx CF. Al club del Baix Vinalopó hi romangué fins al 1942. Aquesta darrera temporada també fou entrenador del club.

## Palmarès
Reial Madrid
- Lliga espanyola: 1931-32